# Perazyna
Perazyna – organiczny związek chemiczny, pochodna fenotiazyny zawierająca łańcuch boczny z pierścieniem piperazyny.
Stosowana jest jako lek przeciwpsychotyczny (neuroleptyk), najczęściej w leczeniu schizofrenii i innych psychoz, a także manii i stanów pobudzenia. Przy dobrej tolerancji u chorego może być podawana długotrwale, bez zbytniego ryzyka działań niepożądanych (akatyzji, dyskinezy).
Ma bardziej zrównoważony profil terapeutyczny od chlorpromazyny; jest zaliczana do leków o umiarkowanej sile działania. W znacznym stopniu wyparła chloropromazynę z uwagi na mniejszy efekt sedatywny i znacznie mniejsze działania uboczne (w tym niepożądane działanie antycholinergiczne). W porównaniu do innych neuroleptyków wykazuje jednak stosunkowo słabe działanie przeciwpsychotyczne.
Jest antagonistą receptorów dopaminowych D1 i D2. Działa też antagonistycznie na receptory adrenergiczne α1, receptory muskarynowe, receptory histaminowe i receptory serotoninowe.

## Preparaty
Do 2010 roku perazyna została zarejestrowana w Niemczech, Polsce, Holandii i krajach byłej Jugosławii.
Preparaty dopuszczone do obrotu w Polsce (stan na czerwiec 2025):
- Perazin
- Pernazinum

W Niemczech perazyna występowała pod nazwą handlową Taxilan.